# جون فريدمان
جون فريدمان (بالألمانية: John Friedmann؛ بالإنجليزية: John Friedmann) هو بروفيسور نمساوي وأمريكي، ولد في 16 أبريل 1926 في فيينا في النمسا، وتوفي في 11 يونيو 2017 في فانكوفر في كندا.